# Jeremejevite
La jeremejevite è un minerale.

## Abito cristallino
Si trova spesso in abito tabulare